# Unia Ząbkowice
Unia Ząbkowice – klub piłkarski w Dąbrowie Górniczej Ząbkowicach.
Klub założony w 1922 roku pod nazwą Orzeł Ząbkowice. Skupiał miłośników sportu z Zakładu Tworzyw Sztucznych „Erg” i kolei. Baza klubu rozwijała się na terenie zajmowanym do dziś, przy Alei Zwycięstwa (dawniej Wyzwolenia). Prowadzone były sekcje piłki nożnej, tenisa stołowego, koszykówki oraz siatkówki. Do dziś pozostała tylko sekcja piłkarska.

W 1974 oddano do użytku stadion sportowy z dwiema pełnowymiarowymi płytami do gry w piłkę nożną oraz budynek zaplecza.

## Sekcja siatkarska
Szczególne zasługi dla rozwoju sekcji siatkarskiej wnieśli Kazimierz Falfus, Waldemar Wspaniały, Kazimierz Murzyn, Małgorzata Sromek. W latach sześćdziesiątych drużyna uzyskała lokatę pozwalającą na awans do I ligi.